# Torre del Burgo
Torre del Burgo – gmina w Hiszpanii, w prowincji Guadalajara, w Kastylii-La Mancha, o powierzchni 4,91 km². W 2011 roku gmina liczyła 239 mieszkańców.